# Igreja de Santa Maria de Valle-d'Orezza

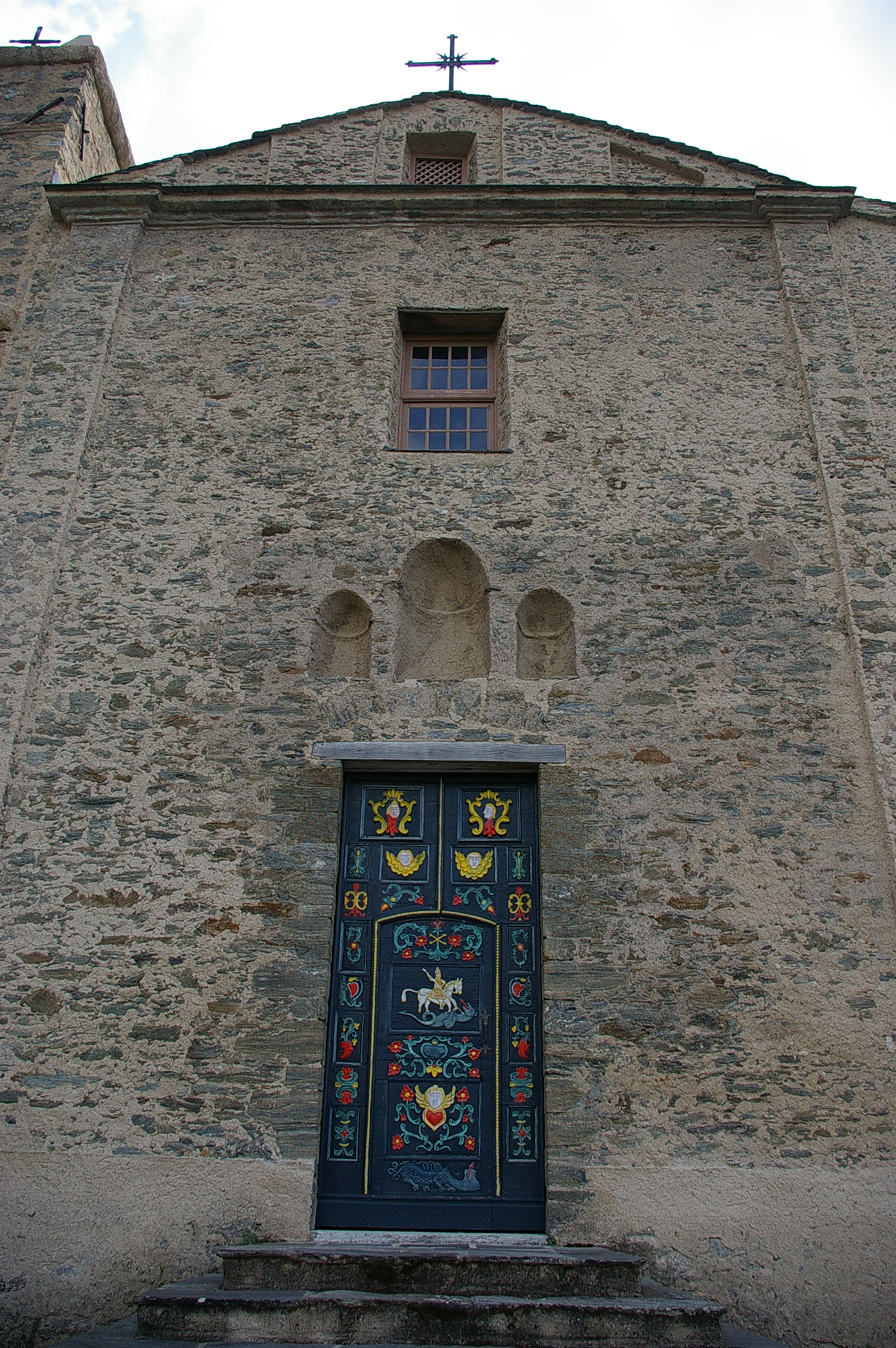
Igreja de Sainte-Marie de Valle-d'Orezza

Igreja de Santa Maria de Valle-d'Orezza é uma igreja em Valle-d'Orezza, Haute-Córsega, Córsega . A sua decoração interior foi classificada como Monumento Histórico em 1976.